# 레퀴엠 (2000년 영화)
《레퀴엠》(Requiem for a Dream)은 2000년 공개된 미국의 심리, 드라마 영화이다.

## 출연
- 엘런 버스틴 - 세라 골드파브 역
- 자레드 레토 - 해리 골드파브 역
- 제니퍼 코널리 - 매리언 실버 역
- 말런 웨이언스 - 타이론 시 러브 역
- 크리스토퍼 맥도널드 - 태피 티번스 역
- 마크 마골리스 - 라비노비츠 씨 역
- 루이즈 래서 - 에이다 역
- 마샤 진 커츠 - 레이 역
- 숀 걸렛 - 아널드 역
- 키스 데이비드 - 빅 팀 역
- 딜런 베이커
- 아자이 나이두
- 벤 솅크먼
- 휴버트 셀비 주니어